# Église Saint-Théodule de Thyez
Pour les articles homonymes, voir Église Saint-Théodule.
L'église Saint-Théodule de Thyez est une église catholique française, située dans le département de la Haute-Savoie, dans la commune de Thyez. L'église est placée sous le patronage de Théodore d'Octodure, premier évêque de Sion.

## Historique
La paroisse possède une église datant vraisemblablement du XIIe siècle-XIIIe siècle, construite sur l'emplacement d'un sanctuaire plus ancien. La paroisse était une possession des Bénédictins de Contamine-sur-Arve.

## Description
L'église possède un clocher-porche.
Elle possède une cloche en bronze de 380 kg, datant de 1473.

## Sources et références
1. ↑  Mentionnée en 1083 dans la dotation et la charge au prieuré de Comtamine-sur-Arve.
2. ↑  Deux inscriptions ont été découvertes à proximité de l'église au XIXe siècle, des dédicaces aux dieux Mars et Mercure, de même que des sépultures. in Maxence Segard, Les Alpes occidentales romaines : développement urbain et exploitation des ressources des régions de montagne (Gaule narbonnaise, Italie, provinces alpines), Aix-en-Provence, Errance, 2009, 287 p. (ISBN 978-2-87772-387-9), p. 65.
3. ↑  Henri Baud, Jean-Yves Mariotte et Alain Guerrier, Histoire des communes savoyardes : Le Faucigny, Roanne, Éditions Horvath, 1980, 619 p. (ISBN 2-7171-0159-4), p. 260.
4. ↑  Paul Guichonnet, Nouvelle encyclopédie de la Haute-Savoie : Hier et aujourd'hui, Montmélian, La Fontaine de Siloé, 2007, 399 p. (ISBN 978-2-84206-374-0, lire en ligne), p. 340.
5. ↑  « Fonderie de cloches », notice no PM74000530, sur la plateforme ouverte du patrimoine, base Palissy, ministère français de la Culture.